# غرام في الطريق الزراعي (فلم)
غرام في الطريق الزراعي فيلم مصري عرض عام 1971، من بطولة محمد عوض وشويكار وخيرية أحمد وعادل إمام ومن إخراج عبد المنعم شكري.

## قصة الفيلم
يدعي (فتحي كامل) أنه زوج (مديحة) لينقذها من تطفل بعض ركاب الأتوبيس وذلك أثناء توقف الأتوبيس في الطريق الزراعي، في الوقت الذي يقوم الأب - والد (مديحة) - بإبلاغ الشرطة حول اختفاء ابنته، لأنها كانت ذاهبة كي تتزوج من سفاح النساء (سامي فريد)، ولكن مع تعطل الأتوبيس يتوجه كل من فتحي ومديحة إلى فندق للمبيت هناك. في الصباح يقرأ الناس خبر اختفاء مديحة، فيعتقدون أن فتحي هو السفاح وتحدث مطاردة بين الركاب والفلاحين وراء فتحي ومديحة، ويتمكنان من الهرب حتى يصلا إلى المنصورة حيث يقيم السفاح (سامي)، لكن (فتحي) يسلم مديحة لسامي، ويعود لخطيبته التي تعتقد أنه السفاح، ولكنه يعرف أنه سلم مديحة للسفاح، فيعود لينقذها من القتل في آخر لحظة ويتم القبض على سامي السفاح.

## طاقم التمثيل
- محمد عوض: (فتحي)
- شويكار: (مديحة)
- خيرية أحمد: (عصمت - خطيبة فتحي)
- عادل إمام: (حمادة)
- يوسف فخر الدين: (السفاح)
- نظيم شعراوي: (والد حمادة)
- محمود السباع: (مدير الفندق)
- زوزو شكيب: (والدة عصمت)
- عدلي كاسب: (والد عصمت)
- نبيل الهجرسي: (راكب بالأتوبيس)
- جمال إسماعيل: (راكب بالأتوبيس)
- السيد منير: (راكب بالأتوبيس)
- سامي سرحان: (الضابط)
- محمد شوقي: (المأذون)
- محمد يوسف: (المحصل)
- محمود رضا: (بشخصيته الحقيقية)
- رشاد حامد
- سيد غنيم

## فريق العمل
- إخراج: عبد المنعم شكري
- تأليف: يوسف عوف
- مدير التصوير: جمال عبادة
- مونتاج: عبد العزيز فخري
- إنتاج: أفلام الجزيرة (محمد عوض، عبد المنعم شكري)
- توزيع: المؤسسة المصرية العامة للسينما